# Lijst van leden van het Europees Parlement (1994-1999)
Onderstaand volgt een Lijst van leden van het Europees Parlement in de vierde zittingsperiode van het parlement (1994-1999) na de verkiezingen van 1994.
De zittingsperiode ging in op 19 juli 1994 en eindigde op 19 juli 1999.
Voorzitter in deze periode waren Klaus Hänsch (1994-1997) en José María Gil-Robles y Gil-Delgado (1997-1999).

## België
België was in het parlement vertegenwoordigd door 25 parlementsleden. Dit waren 14 parlementsleden voor de Nederlandse, 10 voor de Franse en 1 voor de Duitstalige taalgroep.
- CVP (Europese Volkspartij)

1. Raphaël Chanterie
2. Wilfried Martens
3. Marianne Thyssen
4. Leo Tindemans

- PSC (Europese Volkspartij)

1. Gérard Deprez
2. Fernand Herman

- CSP (Europese Volkspartij)

1. Mathieu Grosch

- VLD (Partij van Europese Liberalen en Democraten)

1. Willy De Clercq
2. Mimi Kestelijn-Sierens
3. Annemie Neyts-Uyttebroeck

- PRL/FDF (Partij van Europese Liberalen en Democraten)

1. Anne André-Léonard
2. Jean Gol (wordt in 1995 vervangen door Philippe Monfils)
3. Antoinette Spaak

- SP (Partij van de Europese Sociaaldemocraten)

1. Philippe De Coene
2. Anne Van Lancker
3. Freddy Willockx

- PS (Partij van de Europese Sociaaldemocraten)

1. Claude Desama
2. Raymonde Dury (wordt in 1998 vervangen door Claude Delcroix)
3. José Happart

- Agalev (Europese Federatie van Groene Partijen)

1. Magda Aelvoet

- Ecolo (Europese Federatie van Groene Partijen)

1. Paul Lannoye

- Vlaams Blok (Niet-ingeschrevenen)

1. Karel Dillen
2. Frank Vanhecke

- FN (Niet-ingeschrevenen)

1. Daniel Féret

- Volksunie (Europese Radicale Alliantie)

1. Jaak Vandemeulebroucke (wordt in 1998 vervangen door Nelly Maes)

## Denemarken
Denemarken was in het parlement vertegenwoordigd door 16 parlementsleden.
- Socialdemokraterne (Partij van de Europese Sociaaldemocraten)

1. Freddy Blak
2. Kirsten Jensen
3. Niels Sindal

- Juni-Beweging (Europa van Staten)

1. Jens-Peter Bonde
2. Ulla Sandbæk

- Radikale Venstre (Partij van Europese Liberalen en Democraten)

1. Lone Dybkjær

- SF (Europees Unitair Links)

1. Lilli Gyldenkilde (wordt in 1996 vervangen door John Iversen)

- Venstre (Partij van Europese Liberalen en Democraten)

1. Bertel Haarder
2. Eva Hansen
3. Niels Anker Kofoed
4. Karin Riis-Jørgensen

- Volksbeweging tegen de EU (Europa van Staten)

1. Lis Jensen
2. Ole Krarup

- KF (Europese Volkspartij)

1. Frode Kristoffersen
2. Christian Rovsing
3. Poul Schlüter

## Duitsland
Duitsland was in het parlement vertegenwoordigd door 99 parlementsleden.
- CDU (Europese Volkspartij)

1. Siegbert Alber (wordt in 1997 vervangen door Rainer Wieland)
2. Otto Bardong
3. Rolf Berend
4. Reimer Böge
5. Elmar Brok
6. Karl-Heinz Florenz
7. Honor Funk
8. Anne-Karin Glase
9. Lutz Goepel
10. Alfred Gomolka
11. Renate Heinisch
12. Karsten Friedrich Hoppenstedt
13. Georg Jarzembowski
14. Hedwig Keppelhoff-Wiechert
15. Peter Kittelmann
16. Christa Klaß
17. Dieter-Lebrecht Koch
18. Christoph Werner Konrad
19. Werner Langen
20. Brigitte Langenhagen
21. Klaus-Heiner Lehne
22. Marlene Lenz
23. Peter Liese
24. Kurt Malangré
25. Thomas Mann
26. Winfried Menrad
27. Peter Mombaur
28. Marlies Mosiek-Urbahn (wordt in 1999 vervangen door Michael Gahler)
29. Hartmut Nassauer
30. Doris Pack
31. Hans-Gert Pöttering
32. Godelieve Quisthoudt-Rowohl
33. Günter Rinsche
34. Horst Schnellhardt
35. Jürgen Schröder
36. Konrad Schwaiger
37. Diemut Theato
38. Stanislaw Tillich
39. Karl von Wogau

- CSU (Europese Volkspartij)

1. Markus Ferber
2. Ingo Friedrich
3. Maren Gunther
4. Otto von Habsburg
5. Xaver Mayer
6. Bernd Posselt
7. Edgar Schiedermeier
8. Ursula Schleicher

- SPD (Partij van de Europese Sociaaldemocraten)

1. Gerhard Botz
2. Evelyne Gebhardt
3. Norbert Glante
4. Willi Görlach
5. Lissy Gröner
6. Klaus Hänsch
7. Jutta Haug
8. Magdalene Hoff
9. Karin Jöns
10. Karin Junker
11. Heinz Kindermann
12. Constanze Krehl
13. Wilfried Kuckelkorn
14. Annemarie Kuhn
15. Helmut Kuhne
16. Bernd Lange
17. Rolf Linkohr
18. Günter Lüttge
19. Erika Mann
20. Helwin Peter
21. Willy Piecyk
22. Christa Randzio-Plath
23. Bernhard Rapkay
24. Klaus Rehder
25. Dagmar Roth-Behrendt
26. Mechtild Rothe
27. Willi Rothley
28. Jannis Sakellariou
29. Heinke Salisch (wordt in 1996 vervangen door Dietrich Elchlepp)
30. Detlev Samland
31. Axel Schäfer
32. Gerhard Schmid
33. Barbara Schmidbauer
34. Martin Schulz
35. Ulrich Stockmann
36. Christof Tannert
37. Ralf Walter
38. Barbara Weiler
39. Rosemarie Wernheuer
40. Wilmya Zimmermann

- Bündnis 90/Die Grünen (Europese Federatie van Groene Partijen)

1. Undine von Blottnitz
2. Hiltrud Breyer
3. Daniel Cohn-Bendit
4. Friedrich-Wilhelm Graefe zu Baringdorf
5. Wolfgang Kreissl-Dörfler
6. Edith Müller
7. Claudia Roth (wordt in 1998 vervangen door Ozan Ceyhun)
8. Elisabeth Schroedter
9. Irene Soltwedel-Schäfer
10. Wilfried Telkämper
11. Wolfgang Ullmann
12. Frieder Otto Wolf

## Finland (1996)
Vanaf het toetreden van Finland tot de Europese Unie in 1996, was het land in het parlement vertegenwoordigd door 16 parlementsleden.
- Nationale Coalitiepartij (Europese Volkspartij)

1. Raimo Ilaskivi
2. Marjo Matikainen-Kallström
3. Jyrki Otila
4. Kirsi Piha (wordt in 1999 vervangen door Ritva Laurila)

- Centrumpartij van Finland (Partij van Europese Liberalen en Democraten)

1. Sirkka-Liisa Anttila (wordt in 1999 vervangen door Samuli Pohjamo)
2. Mirja Ryynänen
3. Kyösti Virrankoski
4. Paavo Väyrynen

- SDP (Partij van de Europese Sociaaldemocraten)

1. Jörn Donner
2. Riitta Myller
3. Reino Paasilinna
4. Pertti Paasio

- SKDL (Europees Unitair Links)

1. Outi Ojala (wordt in 1999 vervangen door Inna Ilivitzky)
2. Esko Seppänen

- Groene Liga (Europese Federatie van Groene Partijen)

1. Heidi Hautala

- SFP (Partij van Europese Liberalen en Democraten)

1. Astrid Thors

## Frankrijk
Frankrijk was in het parlement vertegenwoordigd door 87 parlementsleden.
- PCF (Europees Unitair Links)

1. Sylviane Aynardi
2. Mireille Domenech-Diana
3. Philippe Herzog
4. Gisèle Moreau
5. Aline Pailler
6. René Piquet (wordt in 1997 vervangen door Jean Querbes
7. Francis Wurtz

- FN (Niet-ingeschrevenen)

1. Bernard Antony
2. Yvan Blot
3. Bruno Gollnisch
4. Carl Lang
5. Jean-Marie Le Chevallier
6. Jean-Michel Le Gallou
7. Jean-Marie Le Pen
8. Fernand Le Rachinel
9. Bruno Mégret
10. Jean-Claude Martinez
11. Marie-France Stirbois

- RPR/UDF

1. Blaise Aldo (Europese Democratische Alliantie)
2. Dominique Baudis (wordt in 1997 vervangen door Roger Karoutchi, die tot de Europese Democratische Alliantie behoort) (Europese Volkspartij)
3. Jean Baggioni (Europese Democratische Alliantie)
4. Jean-Pierre Bazin (Europese Democratische Alliantie)
5. Jean-Pierre Bébéar (Europese Volkspartij)
6. Pierre Bernard-Reymond (Europese Volkspartij)
7. Jean-Louis Bourlanges (Europese Volkspartij)
8. Christian Cabrol (Europese Democratische Alliantie)
9. Hélène Carrère d'Encausse (Europese Democratische Alliantie)
10. Raymond Chesa (Europese Democratische Alliantie)
11. Gérard d'Aboville (Europese Democratische Alliantie)
12. Georges de Brémond d'Ars (Europese Volkspartij)
13. Francis Decourrière (Europese Volkspartij)
14. Jacques Donnay (Europese Democratische Alliantie)
15. Nicole Fontaine (Europese Volkspartij)
16. Yves Galland (wordt in 1995 vervangen door Jean-Thomas Nordmann) (Europese Volkspartij)
17. Françoise Grossetête (Europese Volkspartij)
18. Armelle Guinebertière (Europese Democratische Alliantie)
19. Marie-Thérèse Hermange (Europese Democratische Alliantie)
20. Robert Hersant (wordt in 1996 vervangen door André Fourçans) (Europese Volkspartij)
21. Christian Jacob (wordt in 1997 vervangen door Pierre Lataillade) (Europese Democratische Alliantie)
22. Jean-Claude Pasty (Europese Democratische Alliantie)
23. Alain Pompidou  (Europese Democratische Alliantie)
24. Jean-Pierre Raffarin (wordt in 1995 vervangen door Jean-Antoine Giansily, die tot de Europese Democratische Alliantie behoort) (Europese Volkspartij)
25. Anne-Marie Schaffner (Europese Democratische Alliantie)
26. André Soulier (Europese Volkspartij)
27. Bernard Stasi (wordt in 1997 vervangen door Bernard Lehideux) (Europese Volkspartij)
28. Yves Verwaerde (Europese Volkspartij)

- PS (Partij van de Europese Sociaaldemocraten)

1. Pervenche Berès
2. François Bernardini
3. Frédérique Bredin (wordt in 1996 vervangen door Marie-Arlette Carlotti)
4. Gérard Caudron
5. Jean-Pierre Cot
6. Danielle Darras
7. Élisabeth Guigou (wordt in 1997 vervangen door Jean-Louis Cottigny)
8. Bernard Kouchner (wordt in 1997 vervangen door Olivier Duhamel)
9. André Laignel
10. Jack Lang (wordt in 1997 vervangen door Henri Weber)
11. Michèle Lindeperg
12. Pierre Moscovici (wordt in 1997 vervangen door Marie-Noëlle Lienemann)
13. Nicole Péry (wordt in 1997 vervangen door Marie-José Denys)
14. Michel Rocard
15. Catherine Trautmann (wordt in 1997 vervangen door Georges Garot)

- MPF (Europa van Staten)

1. Georges Berthu
2. Charles de Gaulle
3. Marie-France de Rose
4. Édouard des Places
5. Philippe de Villiers (wordt in 1997 vervangen door Éric Pinel)
6. Hervé Fabre-Aubrespy
7. James Goldsmith (wordt in 1997 vervangen door Stéphane Buffetaut)
8. Thierry Jean-Pierre
9. Philippe Martin
10. Anne-Christine Poisson
11. Françoise Seillier
12. Dominique Souchet
13. Frédéric Striby

- MRG/CES (Europese Radicale Alliantie)

1. Bernard Castagnède
2. Michel Dary
3. Antoinette Fouque
4. Jean-François Hory
5. Catherine Lalumière
6. Odila Leperre-Verrier
7. Noël Mamère (wordt in 1998 vervangen door Henri de Lassus Saint-Geniès)
8. Christine Mustin-Mayer
9. Pierre Pradier
10. André Sainjon
11. Dominique Saint-Pierre
12. Bernard Tapie (wordt in 1997 vervangen door Michel Scarbonchi)
13. Christiane Taubira

## Griekenland
Griekenland was in het parlement vertegenwoordigd door 25 parlementsleden.
- Nea Dimokratia (Europese Volkspartij)

1. Georgios Anastassopoulos
2. Stelios Argyros
3. Kostis Chatzidakis
4. Efthymios Christodoulou
5. Giorgos Dimitrakopoulos
6. Panagiotis Labrias
7. Nana Mouskouri
8. Pavlos Sarlis
9. Antonis Trakatellis

- PASOK (Partij van de Europese Sociaaldemocraten)

1. Paraskevas Avgerinos
2. Giorgos Katiforis
3. Kostas Klironomos
4. Aggela Kokkola
5. Eirini Lampraki
6. Nikos Papakyriazis
7. Christos Papoutsis (wordt in 1995 vervangen door Giannos Kranidiotis, die in 1997 vervangen wordt door Anna Karamanou)
8. Stelios Panagopoulos
9. Giannis Roubatis
10. Dimitris Tsatsos

- Synaspismos (Europees Unitair Links)

1. Alekos Alavanos
2. Mihalis Papagiannakis

- KKE (Europees Unitair Links)

1. Vassilis Ephremidis
2. Giannis Theonas

- Politieke Lente (Europese Democratische Alliantie)

1. Katerina Daskalaki
2. Nikitas Kaklamanis

## Ierland
Ierland was in het parlement vertegenwoordigd door 15 parlementsleden.
- Green Party (Europese Federatie van Groene Partijen)

1. Nuala Ahern
2. Patricia McKenna

- Fianna Fáil (Europese Democratische Alliantie)

1. Niall Andrews
2. Gerry Collins
3. Brian Crowley
4. Jim Fitzsimons
5. Pat Gallagher
6. Liam Hyland
7. Mark Killilea

- Fine Gael (Europese Volkspartij)

1. Mary Banotti
2. John Cushnahan
3. Alan Gillis
4. Joe McCartin

- Onafhankelijk (Partij van Europese Liberalen en Democraten)

1. Pat Cox

- Labour Party (Partij van de Europese Sociaaldemocraten)

1. Bernie Malone

## Italië
Italië was in het parlement vertegenwoordigd door 87 parlementsleden.
- Forza Italia/CCD (Forza Europa)

1. Aldo Arroni
2. Claudio Azzolini
3. Monica Stefania Baldi
4. Valerio Baldini
5. Gianpiero Boniperti
6. Ernesto Caccavale
7. Luigi Caligaris
8. Pier Ferdinando Casini
9. Ombretta Colli
10. Alessandro Danesin
11. Stefano De Luca
12. Pietro Antonio Di Prima
13. Alessandra Fontana
14. Luigi Andrea Florio
15. Riccardo Garosci
16. Giacomo Leopardi
17. Giancarlo Libague
18. Franco Malerba
19. Alfonso Luigi Marra
20. Roberto Mezzaroma
21. Eolo Paroni
22. Guido Podestà
23. Giacomo Santini
24. Umberto Scapagnini
25. Antonio Tajani
26. Luisa Todini
27. Guido Viceconte

- Lega Nord (Partij van Europese Liberalen en Democraten)

1. Umberto Bossi
2. Gipo Farassino
3. Raimondo Fassa
4. Marco Formentini
5. Marilena Marin
6. Luigi Moretti

- PDS (Partij van de Europese Sociaaldemocraten)

1. Corrado Augias
2. Francesco Baldarelli
3. Roberto Barzanti
4. Rinaldo Bontempi
5. Pierre Carniti
6. Luigi Alberto Colajanni
7. Biagio De Giovanni
8. Giulio Fantuzzi
9. Fiorella Ghilardotti
10. Renzo Imbeni
11. Andrea Manzella
12. Enrico Montesano (wordt in 1996 vervangen door Pasqualina Napoletano)
13. Achille Occhetto (wordt in 1998 vervangen door Gaetano Carrozzo)
14. Giorgio Ruffolo
15. Roberto Speciale
16. Luciano Vecchi

- MSI (Niet-ingeschrevenen)

1. Amedeo Amadeo
2. Roberta Angelilli
3. Spalato Bellère (wordt in 1998 vervangen door Luciano Schifone)
4. Marco Cellai
5. Gianfranco Fini
6. Cristiana Muscardini
7. Sebastiano Musumeci
8. Gastone Parigi
9. Pino Rauti
10. Salvatore Tatarella
11. Antonio Michele Trizza

- PPI (Europese Volkspartij)

1. Gerardo Bianco
2. Giovanni Burtone
3. Carlo Casini
4. Pierluigi Castagnetti
5. Maria Paola Colombo Svevo
6. Giampaolo D'Andrea (wordt in 1998 vervangen door Giuseppe Mottola)
7. Antonio Graziani
8. Carlo Secchi

- Verdi (Europese Federatie van Groene Partijen)

1. Adelaide Aglietta
2. Alexander Langer (wordt in 1996 vervangen door Gianni Tamino)
3. Carlo Ripa di Meana

- PRC (Europees Unitair Links)

1. Fausto Bertinotti
2. Luciana Castellina
3. Lucio Manisco
4. Luciano Pettinari
5. Luigi Vinci

- PDSI (Europese Volkspartij)

1. Enrico Ferri

- Patto Segni (Europese Volkspartij)

1. Livio Filippi
2. Danilo Poggiolini
3. Mariotto Segni (wordt in 1995 vervangen door Vincenzo Viola)

- Lista Pannella (Europese Radicale Alliantie)

1. Gianfranco Dell'Alba
2. Marco Pannella (wordt in 1996 vervangen door Olivier Dupuis)

- PSI (Partij van de Europese Sociaaldemocraten)

1. Elena Marinucci
2. Riccardo Nencini

- La Rete (Europese Federatie van Groene Partijen)

1. Leoluca Orlando

- PRI (Partij van Europese Liberalen en Democraten)

1. Giorgio La Malfa

- SVP (Europese Volkspartij)

1. Michl Ebner

## Luxemburg
Luxemburg was in het parlement vertegenwoordigd door 6 parlementsleden.
- LSAP (Partij van de Europese Sociaaldemocraten)

1. Ben Fayot
2. Marcel Schlechter

- DP (Partij van Europese Liberalen en Democraten)

1. Lydie Polfer (wordt in 1994 vervangen door Charles Goerens)

- CSV (Europese Volkspartij)

1. Astrid Lulling
2. Viviane Reding

- Déi Gréng (Europese Federatie van Groene Partijen)

1. Jup Weber

## Nederland
Nederland was in het parlement vertegenwoordigd door 31 parlementsleden.
- CDA (Europese Volkspartij)

1. Pam Cornelissen
2. Jim Janssen van Raaij
3. Hanja Maij-Weggen
4. Ria Oomen-Ruijten
5. Arie Oostlander
6. Peter Pex
7. Karla Peijs
8. Bartho Pronk
9. Jan Sonneveld
10. Wim G. van Velzen

- VVD (Partij van Europese Liberalen en Democraten)

1. Jessica Larive
2. Elly Plooij-van Gorsel
3. Jan Mulder
4. Gijs de Vries (wordt in 1998 vervangen door Robert Jan Goedbloed)
5. Jan-Kees Wiebenga
6. Florus Wijsenbeek

- D66 (Partij van Europese Liberalen en Democraten)

1. Jan-Willem Bertens
2. Johanna Boogerd-Quaak
3. Laurens Jan Brinkhorst
4. Doeke Eisma

- PvdA (Partij van de Europese Sociaaldemocraten)

1. Hedy d'Ancona
2. Leonie van Bladel
3. Frits Castricum
4. Piet Dankert
5. Alman Metten
6. Maartje van Putten
7. Wim J. van Velzen
8. Jan Marinus Wiersma

- RPF/GPV/SGP (Europa van Staten)

1. Hans Blokland
2. Leen van der Waal (wordt in 1997 vervangen door Rijk van Dam)

- GroenLinks (Europese Federatie van Groene Partijen)

1. Nel van Dijk (wordt in 1998 vervangen door Joost Lagendijk)

## Oostenrijk (1996)
Vanaf het toetreden van Oostenrijk tot de Europese Unie in 1996, was het land vertegenwoordigd door 21 parlementsleden.
- ÖVP (Europese Volkspartij)

1. Karl Habsburg-Lothringen
2. Hubert Pirker
3. Reinhard Rack
4. Paul Rübig
5. Agnes Schierhuber
6. Michael Spindelegger
7. Ursula Stenzel

- SPÖ (Partij van de Europese Sociaaldemocraten)

1. Herbert Bösch
2. Maria Berger
3. Harald Ettl
4. Ilona Graenitz
5. Hilde Hawlicek
6. Hannes Swoboda

- FPÖ (Niet-ingeschrevenen)

1. Gerhard Hager
2. Hans Kronberger
3. Franz Linser
4. Klaus Lukas
5. Daniela Raschhofer
6. Peter Sichrovsky

- Die Grünen - Die Grüne Alternative (Europese Federatie van Groene Partijen)

1. Johannes Voggenhuber

- LIF (Partij van Europese Liberalen en Democraten)

1. Friedhelm Frischenschlager

## Portugal
Portugal was in het parlement vertegenwoordigd door 25 parlementsleden.
- PS (Partij van de Europese Sociaaldemocraten)

1. José Apolinário (wordt in 1998 vervangen door Elisa Maria Damião)
2. José Barros Moura
3. António Campos
4. Carlos Lage
5. Luís Marinho
6. Fernando Moniz
7. João Soares (wordt in 1995 vervangen door Carlos Candal)
8. José Manuel Torres Couto
9. Helena Torres Marques
10. António Vitorino (wordt in 1995 vervangen door Quinídio Correia)

- PSD (Partij van Europese Liberalen en Democraten)

1. António Capucho (wordt in 1998 vervangen door Carlos Coelho)
2. Arlindo Cunha
3. Carlos da Costa Neves
4. Eurico de Melo
5. Nélio Mendonça
6. Carlos Pimenta
7. Francisco Lucas Pires (wordt in 1998 vervangen door José Mendes Bota)
8. Manuel Porto
9. Helena Vaz da Silva

- CDS/PP (Europa van Staten)

1. José Girão Pereira
2. Manuel Monteiro (wordt in 1995 vervangen door Rui Vieira, die in 1997 wordt vervangen door Celeste Cardona)
3. Raúl Miguel Rosado Fernandes

- CDU (Europees Unitair Links)

1. Joaquim Miranda
2. Sérgio Ribeiro
3. Luís Sá (wordt in 1994 vervangen door Honório Novo)

## Spanje
Spanje was in het parlement vertegenwoordigd door 64 parlementsleden.
- PP (Europese Volkspartij)

1. Julio Añoveros Trias de Bes
2. Javier Areitio Toledo
3. Miguel Arias Cañete
4. Francisca Bennàssar Tous
5. Luis Campoy Zueco
6. Laura Elena de Esteban Martín
7. Mercedes de la Merced (wordt in 1995 vervangen door Felipe Camisón Asensio)
8. Ana de Palacio
9. José Antonio Escudero
10. María Teresa Estevan Bolea
11. Juan Manuel Fabra Vallés
12. Gerardo Fernández Albor
13. Fernando Fernández Martín
14. Carmen Fraga
15. Gerardo Galeote Quecedo
16. José Manuel García-Margallo
17. Salvador Garriga Polledo
18. José María Gil-Robles y Gil-Delgado
19. Abel Matutes (wordt in 1996 vervangen door José Javier Pomés Ruiz)
20. Iñigo Méndez de Vigo
21. Encarnación Redondo Jiménez
22. Carlos Robles Piquer
23. José Salafranca Sánchez-Neyra
24. Joaquín Sisó Cruellas
25. Jaime Valdivielso de Cué
26. José Valverde López
27. Daniel Varela
28. Celia Villalobos (wordt in 1995 vervangen door Jorge Salvador Hernández Mollar)

- PSOE (Partij van de Europese Sociaaldemocraten)

1. Pedro Aparicio Sánchez
2. Enrique Barón Crespo
3. Jesús Cabezón
4. Juan Luis Colino Salamanca
5. Joan Colom i Naval
6. Carmen Diez de Rivera (wordt in 1999 vervangen door Carlos María Bru)
7. Bárbara Dührkop Dührkop
8. Manuela Frutos Gama
9. Ludivina García
10. Antonio González Triviño
11. Juan de Dios Izquierdo Collado
12. María Izquierdo Rojo
13. Manuel Medina Ortega
14. José María Mendiluce
15. Ana Miranda de Lage
16. Fernando Morán (wordt in 1999 vervangen door Juan de Dios Ramírez Heredia)
17. Fernando Pérez Royo
18. José Enrique Pons Grau
19. Francisco Javier Sanz Fernández
20. Francisca Sauquillo Pérez del Arco
21. Anna Terrón i Cusí
22. Josep Verde

- IU (Europees Unitair Links)

1. María Jesús Aramburu (wordt in 1996 vervangen door Abdelkader Mohamed Ali)
2. Carlos Carnero
3. Laura González Álvarez
4. Antoni Gutiérrez
5. Salvador Jové Peres
6. Pedro Marset Campos
7. Alonso Puerta
8. Ángela Sierra
9. María Sornosa Martínez

- CDC (Partij van Europese Liberalen en Democraten)

1. Carles Gasòliba
2. Joan Vallvé

- PNV/CG

1. Josu Jon Imaz (wordt in 1999 vervangen door José Domingo Posada, die tot de Europese Radicale Alliantie behoort) (Europese Volkspartij)

- UDC (Europese Volkspartij)

1. Concepció Ferrer

- Coalición Canaria/Unión Valenciana/PAR (Europese Radicale Alliantie)

1. Isidoro Sánchez (wordt in 1996 vervangen door Alfonso Novo, die in 1998 vervangen wordt door Manuel Escolá)

## Verenigd Koninkrijk
Het Verenigd Koninkrijk was vertegenwoordigd door 87 parlementsleden.
- Labour (Partij van de Europese Sociaaldemocraten)

1. Gordon Adam
2. Richard Balfe
3. Roger Barton
4. Angela Billingham
5. David Bowe
6. Ken Coates
7. Kenneth Collins
8. Peter Crampton
9. Christine Crawley
10. Tony Cunningham
11. Wayne David
12. Alan Donnelly
13. Michael Elliott
14. Robert Evans
15. Alex Falconer
16. Glyn Ford
17. Pauline Green
18. David Hallam
19. Veronica Hardstaff
20. Lyndon Harrison
21. Mark Hendrick
22. Michael Hindley
23. Richard Howitt
24. Stephen Hughes
25. Hugh Kerr
26. Glenys Kinnock
27. Alfred Lomas
28. David Martin
29. Arlene McCarthy
30. Michael McGowan
31. Hugh McMahon
32. Eryl McNally
33. Thomas Megahy
34. Bill Miller
35. Eluned Morgan
36. David Morris
37. Simon Murphy
38. Clive Needle
39. Stan Newens
40. Eddie Newman
41. Christine Oddy
42. Anita Pollack
43. Mel Read
44. Barry Seal
45. Brian Simpson
46. Peter Skinner
47. Alex Smith
48. Shaun Spiers
49. Kenneth Stewart (wordt in 1996 vervangen door Richard Corbett)
50. Michael Tappin
51. David Thomas
52. Gary Titley
53. John Tomlinson
54. Carole Tongue
55. Peter Truscott
56. Susan Waddington
57. Mark Watts
58. Norman West (wordt in 1997 vervangen door Linda McAvan)
59. Ian White
60. Philip Whitehead
61. Joe Wilson
62. Terry Wynn

- Conservative Party (Europese Volkspartij)

1. Bryan Cassidy
2. Gilles Chichester
3. John Corrie
4. Brendan Donnelly
5. James Elles
6. Caroline Jackson
7. Edward Kellett-Bowman
8. Graham Mather
9. Anne McIntosh
10. Edward McMillan-Scott
11. James Moorhouse
12. Roy Perry
13. Charles Henry Plumb
14. James Provan
15. Tom Spencer
16. John Stevens
17. Jack Stewart-Clark
18. Robert Sturdy

- Liberal Democrats (Partij van Europese Liberalen en Democraten)

1. Robin Teverson
2. Graham Watson

- SNP (Europese Radicale Alliantie)

1. Winnie Ewing
2. Allan Macartney (wordt in 1997 vervangen door Ian Hudghton)

- SDLP (Partij van de Europese Sociaaldemocraten)

1. John Hume

- UUP (Europese Volkspartij)

1. Jim Nicholson

- DUP (Niet-ingeschrevenen)

1. Ian Paisley

## Zweden (1995)
Vanaf het toetreden van Zweden tot de Europese Unie in 1995, was het land vertegenwoordigd door 22 parlementsleden.
- SAP (Partij van de Europese Sociaaldemocraten)

1. Birgitta Ahlqvist (wordt in 1998 vervangen door Veronica Palm)
2. Jan Andersson
3. Anneli Hulthén
4. Maj-Lis Lööw
5. Maj Theorin
6. Tommy Waidelich (wordt in 1998 vervangen door Yvonne Sandberg-Fries)
7. Sören Wibe

- Moderaterna (Europese Volkspartij)

1. Gunilla Carlsson
2. Charlotte Cederschiöld
3. Staffan Linder
4. Per Stenmarck
5. Ivar Virgin

- Liberalerna (Partij van Europese Liberalen en Democraten)

1. Hadar Cars

- Vänsterpartiet (Europees Unitair Links)

1. Marianne Eriksson
2. Jonas Sjöstedt
3. Jörn Svensson

- MP (Europese Federatie van Groene Partijen)

1. Per Gahrton
2. Ulf Holm
3. MaLou Lindholm
4. Inger Schörling

- Centerpartiet (Partij van Europese Liberalen en Democraten)

1. Hans Lindqvist
2. Karl Olsson

1 (1979-1984) · 
2 (1984-1989) · 
3 (1989-1994) · 
4 (1994-1999) · 
5 (1999-2004) · 
6 (2004-2009) · 
7 (2009-2014) · 
8 (2014-2019) · 
9 (2019-2024) · 10 (2024-2029)